# Sypialnia Króla na Wawelu

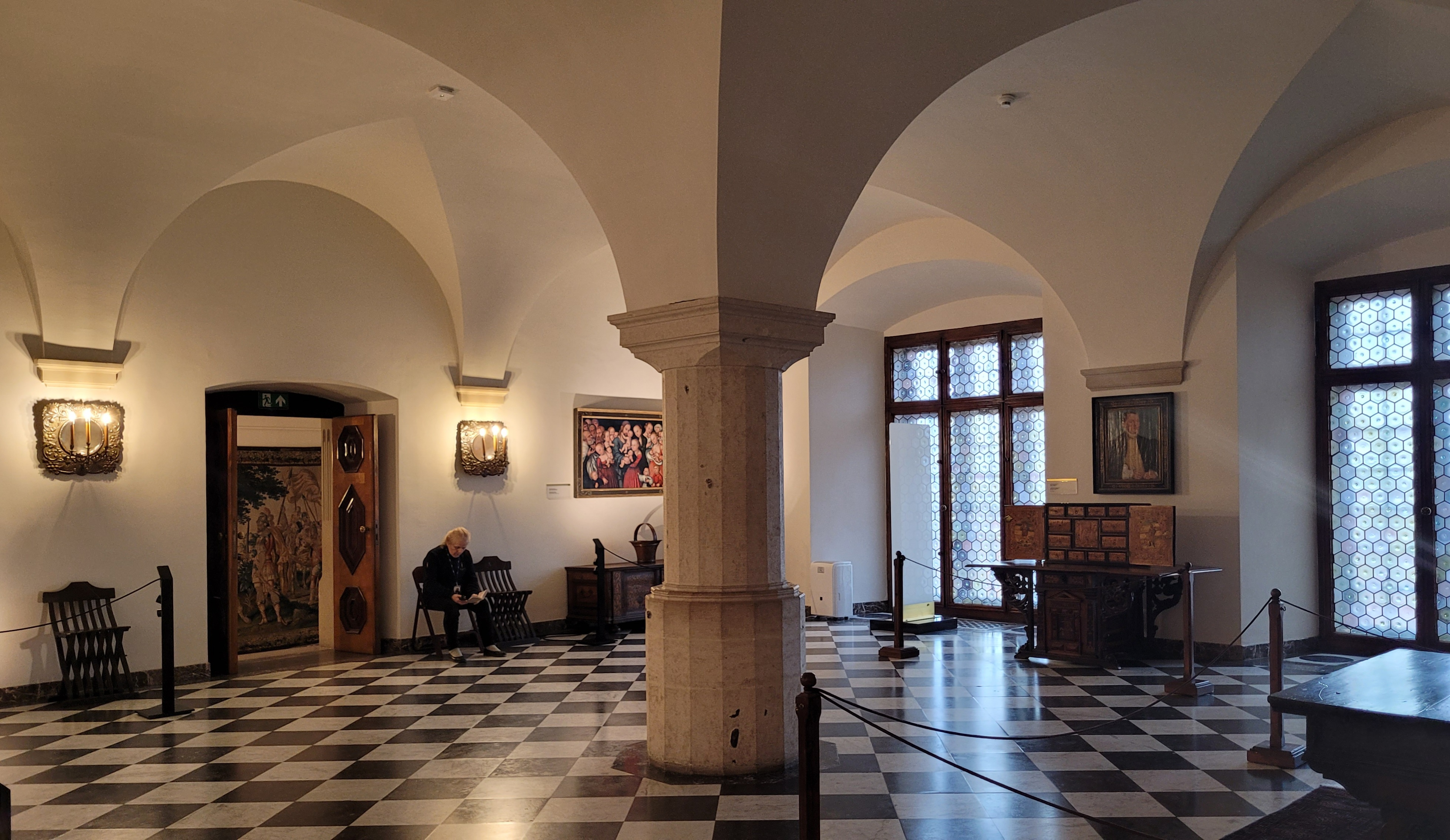
Alchemia

Sypialnia króla, zw. także Alchemią – jedno z pomieszczeń Zamku Królewskiego na Wawelu, wchodzące w skład Prywatnych Apartamentów Królewskich. Komnata mieści się w wieży tzw. Łokietkowej. Sklepienie wsparte jest na wielobocznym filarze. Sala była pierwotnie pomieszczeniem dwupiętrowym. W XVI w., kiedy wieżę wtopiono w renesansowy zamek, podzielono ją na dwie kondygnacje – dolną jest właśnie sypialnia, którą pomieszczenie było za Zygmunta I Starego, a za Zygmunta III Wazy było pracownią króla, parającego się doświadczeniami. Z XVI stulecia zachował się tu renesansowy kominek.
Obecne wyposażenie sali utrzymane jest w stylu renesansowym i manierystycznym. Wśród obrazów niderlandzkich: Święta Rodzina pędzla Jana van Hemessen (po 1548), Niesienie Krzyża oraz Ukrzyżowanie Nicolasa Bruyna mł. (szkoła dolnoreńska), Venitas pędzla Bartholomeusa Sprangera (ok. 1600) i Sąd Ostateczny z warsztatu Hieronima Boscha. Meble z XVI i XVII wieku: francuskie (kredensy, stół) oraz włoskie (krzesła). Naczynia kamionkowe nadreńskie (XVI I XVII stulecie) oraz moździerze apteczne.